# Bombshell (2019)
Bombshell is een Amerikaanse dramafilm uit 2019 onder regie van Jay Roach. De hoofdrollen worden vertolkt door Charlize Theron, Nicole Kidman en Margot Robbie.

## Verhaal
De film volgt enkele werkneemsters van Fox News Channel die Roger Ailes, de machtige oprichter van de nieuwszender, beschuldigen van seksueel grensoverschrijdend gedrag.

## Rolverdeling
| Acteur               | Personage        |
| -------------------- | ---------------- |
| Charlize Theron      | Megyn Kelly      |
| Nicole Kidman        | Gretchen Carlson |
| Margot Robbie        | Kayla Pospisil   |
| John Lithgow         | Roger Ailes      |
| Alice Eve            | Ainsley Earhardt |
| Kate McKinnon        | Jess Carr        |
| Connie Britton       | Beth Ailes       |
| Mark Duplass         | Douglas Brunt    |
| Rob Delaney          | Gil Norman       |
| Malcolm McDowell     | Rupert Murdoch   |
| Brigette Lundy-Paine | Julia Clarke     |
| Liv Hewson           | Lily             |
| Alanna Ubach         | Jeanine Pirro    |
| Elisabeth Röhm       | Martha MacCallum |
| Spencer Garrett      | Sean Hannity     |
| Ashley Greene        | Abby Huntsman    |
| Michael Buie         | Bret Baier       |
| P.J. Byrne           | Neil Cavuto      |
| Ben Lawson           | Lachlan Murdoch  |
| Josh Lawson          | James Murdoch    |
| Richard Kind         | Rudy Giuliani    |
| Nazanin Boniadi      | Rudi Bakhtiar    |

## Productie

### Ontwikkeling
Roger Ailes, oprichter van de conservatieve nieuwszender Fox News, kwam vanaf 2014 meermaals in opspraak vanwege beschuldigingen van seksueel grensoverschrijdend gedrag. In juli 2016 werd Ailes door onder meer nieuwsankers Gretchen Carlson en Megyn Kelly beschuldigd van ongewenste intimiteiten. Als een gevolg van de vele beschuldigingen nam Ailes op 21 juli 2016 ontslag.
Op 18 mei 2017 overleed Ailes. Meteen na zijn overlijden kondigde Annapurna Pictures een film aan over Ailes en de beschuldigingen die een jaar eerder aan het licht waren gekomen. Eerder was er met The Loudest Voice (2019) ook al een televisieserie over hetzelfde onderwerp aangekondigd. Charles Randolph werd door Annapurna in dienst genomen als scenarioschrijver. Een jaar later, in mei 2018, raakte bekend dat de film door Jay Roach zou geregisseerd worden en dat nieuwsanker Megyn Kelly in de film vertolkt zou worden door Charlize Theron.
In oktober 2018 stapte Annapurna Pictures om financiële redenen uit het filmproject en werden Focus Features, Participant Media en Amblin Entertainment genoemd als mogelijke investeerders. Het project werd uiteindelijk eind oktober 2018 opgepikt door Lionsgate.

### Casting
Actrice Charlize Theron werd samen met haar productiebedrijf, Denver and Delilah Productions, vanaf 2018 bij de film betrokken. In mei 2018 werd bevestigd dat ze presentator Megyn Kelly zou vertolken. Begin augustus 2018 werd Nicole Kidman gecast als Gretchen Carlson en raakte bekend dat er ook met Margot Robbie onderhandeld werd. Robbie werd uiteindelijk gecast als de fictieve televisieproducente Kayla Pospisil, een combinatie van verschillende bestaande medewerksters van Fox News.
Eind augustus 2018 werd John Lithgow gecast als Roger Ailes. In de daaropvolgende maanden werd de cast uitgebreid met onder meer Allison Janney, Kate McKinnon, Malcolm McDowell, Mark Duplass en Alice Eve.

### Opnames
De opnames gingen op 22 oktober 2018 van start in Los Angeles. Verschillende acteurs, onder wie Charlize Theron, John Lithgow en Richard Kind, werden met rubberprotheses en speciale make-up uitgerust om meer op hun personage te lijken.

## Release
De film ging op 13 december 2019 in première in de Verenigde Staten. De film was aanvankelijk bekend onder de titel Fair and Balanced, een verwijzing naar de vroegere slogan van Fox News. In augustus 2019 werd de eerste trailer van de film uitgebracht en werd Bombshell onthuld als de officiële titel van de film.

## Prijzen en nominaties
| Jaar | Prijs                  | Categorie                | Genomineerde(n)          | Uitslag     |
| ---- | ---------------------- | ------------------------ | ------------------------ | ----------- |
| 2020 | Golden Globes          | Beste actrice (drama)    | Charlize Theron          | Genomineerd |
| 2020 | Golden Globes          | Beste vrouwelijke bijrol | Margot Robbie            | Genomineerd |
| 2020 | Critics' Choice Awards | Beste actrice            | Charlize Theron          | Genomineerd |
| 2020 | Critics' Choice Awards | Beste vrouwelijke bijrol | Margot Robbie            | Genomineerd |
| 2020 | Critics' Choice Awards | Beste acteerensemble     | Beste acteerensemble     | Genomineerd |
| 2020 | Critics' Choice Awards | Beste grime en haarstijl | Beste grime en haarstijl | Gewonnen    |
| 2020 | BAFTA Awards           | Beste actrice            | Charlize Theron          | Genomineerd |
| 2020 | BAFTA Awards           | Beste vrouwelijke bijrol | Margot Robbie            | Genomineerd |
| 2020 | BAFTA Awards           | Beste grime en haarstijl | Beste grime en haarstijl | Gewonnen    |
| 2020 | Academy Awards         | Beste actrice            | Charlize Theron          | Genomineerd |
| 2020 | Academy Awards         | Beste vrouwelijke bijrol | Margot Robbie            | Genomineerd |
| 2020 | Academy Awards         | Beste grime en haarstijl | Beste grime en haarstijl | Gewonnen    |